# 忠興
忠興（1868年—？），荊州駐防正白旗滿洲人，清朝政治人物、同進士出身。
光緒二十九年（1903年），参加光緒癸卯科殿試，登進士三甲第154名。同年閏五月，以主事分部学习。
曾祖榮慶；祖松文；父祿壽。